# ドラえもんのひみつ道具 (1979年のテレビアニメ な-の)
「ドラえもんのひみつ道具 (1979年のテレビアニメ な-の)」では、藤子・F・不二雄原作のテレビアニメ『ドラえもん』（第2作第1期）に登場するひみつ道具のうち、名称の読みが「な」で始まるものから「の」で始まるものまでを列挙する。

## ないないスプレー
ないないスプレーは、「ないないスプレー」（1999年9月3日放送、映像ソフト未収録）に登場する。
このスプレーが吹き付けられたものは無色透明になる。有効時間は数時間程度。
同様の道具にとう明スプレーがある。

## ナカナオリン
ナカナオリンは、「ナカナオリン」（2003年12月5日放送、映像ソフト未収録）に登場する。
ハンドベルを模した道具。いら立ちの心や闘争心を持っている者のそばでこのベルを鳴らすと、偶然が働いて穏やかにさせる。

## ナスカくん
ナスカくんは、「ナスカくん」（1997年3月14日放送、映像ソフト未収録）に登場する。
モニターテレビをとおして、離れた場所から、地面に好きなように字や絵をかくことのできる道具。

## 七色の声あめ
七色の声あめはテレビアニメ第2作第1期「七色の声あめ」（1996年5月10日放送、映像ソフト未収録）に登場する。
声のキャンデーとほぼ同一の道具。こちらは時間制限が30分とは明言されていないが、やはり口の中から飴が無くなると効果が消える。また、飴を舐めて他人に声を似せると、何故か喋り方まで当人に似る。
飴の色は声の人物の体や服の色と同じ（ドラえもんが青、のび太が黄色、しずかがピンク等）。
一度に大量の飴を口に含むと、様々な人物の声に次々と変わるばかりか、声の持ち主が普段喋っているような台詞を支離滅裂に発言する状態になってしまう。その為、作中の最後でジャイアンとスネ夫が一気に飴を口に頬張ってしまい、支離滅裂になる羽目になった。
飴は声のキャンデーと同じ要領で「七色の声あめ製造機」を使って生成する。

## 七色の声あめ製造機
上記の七色の声あめを製造する道具。

## 七色変化だま
七色変化だま（なないろへんげだま）は、「七色変化だま」（2004年4月23日放送、レンタル専用VHS『21世紀テレビ文庫 テレビ版ドラえもん』第31巻に収録）に登場する。
ビー玉のような玉が袋にいくつも入っており、物の名前を言いながらこの玉を人や物に投げつけると、その物に変身させることができる。3分経つと変身が解け、元の姿に戻る。作中ではのび太が「七色なのに全部同じ色」と指摘するが、ドラえもんの推測では「七色」とは何にでも変化させられると言う意味ではないかとの事。

## ななころびてんとう虫
ななころびてんとう虫（ななころびてんとうむし）は、「ななころびてんとう虫」（1998年12月11日放送、映像ソフト未収録）に登場する。
ナナホシテントウを模した道具。虫かごに入っている。かごの中の虫に向かって、だれかにくっつくよう命令すると、かごから出て任意の者の背中にくっつく。くっつかれている者は「てん」と発声すると、その場で転倒してしまい、虫の体から黒い斑点が1つ消える。最大で7回まで転倒させることができる。虫かごが壊れると、虫は勝手な行動を始めてしまう。
アニメ第2期第2作にも登場しており、新旧合同でのアニメオリジナルのひみつ道具としては2022年11月5日放送分が初となる。

## ナビ・キャップ
声 - 瀧本富士子
ナビ・キャップは、「ナビ・キャップ」（1998年3月13日放送、映像ソフト未収録）に登場する。
人工衛星からの誘導で目的地へ行ける。

## なりきりライト
なりきりライトは、「なりきりライト」（1993年3月26日放送、映像ソフト未収録）に登場する。
たとえばAがBへと変身したい場合、その旨をマイクへ告げ、Aをライトで照らすと、Aの姿と声がBのものへと変わる。OFFボタンを押すと元に戻る。

## なるほどロボット
声 - 飛田展男
なるほどロボットは、「なるほどロボット」（1995年3月17日放送、映像ソフト未収録）に登場する。
悩みがあるとき、このロボットに相談して判断材料を提示すると、ロボットが最善の答えを提示すると同時に、思わず「なるほど」とうならせるような解説をしてくれる。

## なんでもおりがみ大百科
なんでもおりがみ大百科（なんでもおりがみだいひゃっか）は、「ポップおりがみ」（2000年8月11日放送、映像ソフト未収録）に登場する。
表紙に「OROGAMI」と書かれており、中にはいろいろな折り紙の折りかたが載っている。作中ではペガサスの折りかた、ロボットの折りかたのページが登場した。

## 何でもなる木セット
何でもなる木セット（なんでもなるきセット）は、「何でもなる木セット」（1997年9月26日放送、映像ソフト未収録）に登場する。
カプセルの中に欲しいものを入れて埋めて一晩立つと木にいっぱい実る。

## なんでも呼び出しマイク
なんでも呼び出しマイク（なんでもよびだしマイク）は、「なんでも呼び出しマイク」（1993年3月12日放送、映像ソフト未収録）に登場する。
このマイクに向かってものの名前を言うと、それが呼び出されてマイクのもとへとやってくる。
作中ではジャイアンがこのマイクを使ってデタラメなメロディで「犬のおまわりさん」や「ぞうさん」を歌った為、犬（犬のおまわりさん）と猫（野良猫）、象とジャイアンの母ちゃん（ジャイアンが「そうよ母ちゃんも…」と言った為）がやってきた。

## 二次元収納カメラ
二次元収納カメラ（にじげんしゅうのうカメラ）は、「二次元収納カメラ」（1998年6月26日放送、映像ソフト未収録）に登場する。
撮影したものを写真の中に収納することのできるカメラ。生き物を写すと、被写体は写真の中でも自由に動くことができる。写真をカメラに入れてシャッターを切ると、その写真に収納されていたものが出現する。ただし、写真の中に収納しても写真から声や臭いが洩れてしまうのが難点。また、その写真が破損（破れたり、燃えるなど）すると、写真の中のものが壊れたり、死んでしまう恐れがある。
同様の道具にチッポケット二次元カメラ、トジカメがある。

## 22世紀の昆虫図鑑
22世紀の昆虫図鑑（にじゅうにせいきのこんちゅうずかん）は、「昆虫変身スーツ」（2004年9月3日放送、レンタル専用VHS『21世紀テレビ文庫 テレビ版ドラえもん』第33巻に収録）に登場する。
一見すると普通の昆虫図鑑だが、各ページの下部にあるボタンを押すと「昆虫変身スーツ」を着用することができる。昆虫変身スーツを着用すると、体が昆虫の形になり、その昆虫の能力も使えるようになる。作中で変身したのは以下の通り。
セミ
ドラえもんが変身。空を飛んだり、大声で鳴く事が出来る。
オニヤンマ
のび太が変身。空を飛ぶ事が出来る。
ベニオオキチョウ
しずかが変身。赤と黄色の羽が美しい。空を飛ぶ事が出来る。
カブト虫
ジャイアンが変身。空を飛んだり、バケツ一杯分の土を持ち運ぶほどの怪力を得る。
ミツバチ
スネ夫が変身。空を飛んだり、他のミツバチを呼ぶ事が出来る。
カミキリムシ
のび太が変身。空を飛んだり、木の枝を噛み切る程の歯を持つ。
カナブン
のび太が変身。後ろの羽で空を飛ぶ。家に帰る時に変身して台所で夕飯をつまみ食いをしていたが、ママにゴキブリと間違えられ、攻撃された。

## ニヒキメドジョウ
ニヒキメドジョウは、「ニヒキメドジョウ」2002年5月31日放送、映像ソフト未収録）に登場する。
ドジョウを模した道具。他人にいいことが起こったとき、そのことをドジョウに向かって言うと、その人と同じことが起こる。ただし使う度にドジョウにお礼のエサをあげないと怒り始める。それを繰り返すとドジョウの怒りが爆発して巨大化し、最後に道具を使った人に襲いかかる。こうなってしまうと、エサをやっても怒りがしずまらなくなる。

## 人間アクセルとブレーキ
人間アクセルとブレーキ（にんげんアクセルとブレーキ）は、「人間モトクロス」（1996年6月7日放送、映像ソフト未収録）に登場する。
自動二輪のハンドルを模した道具。このグリップを両手でつかみ、右ハンドルをひねるとアクセルがかかったように足が速く動き、右ハンドルをひねるとブレーキがかる。

## 人間天気予報
人間天気予報（にんげんてんきよほう）は、「人間天気予報」（2001年6月29日放送、映像ソフト未収録）に登場する。
人間の感情を、天気予報のように知ることができる道具。衛星を打ち上げてモニターテレビの電源を入れ、任意の者の名前を入力すると、その者の一日の感情の変化が天気予報のように表示される。一日は朝、昼、夜にわかれている。晴天なら機嫌がよく、雨天なら泣くことになり、雷模様であれば機嫌が悪いことになる。
あくまで「予報」のため、天気が突然変わってしまうというケースも少なくは無い。

## 人間ドック
人間ドック（にんげんドック）は、「のび太の弟コン太!?」（1999年7月16日放送、映像ソフト未収録）に登場する。
オレンジ色の銃の形をした道具。22世紀の俳優が動物に変身するのに使っている。この銃から放つ光を生物に当てると動物が人間、人間が動物に変身する。
動物が人間に変身した際、素肌すなわち全裸の状態になっている為、服を用意する必要がある。人間になった動物は普通の人間と同じく、立って歩いたり、人間の言葉を喋る事が出来るが、動物の本能（嗅覚など）が残っている。24時間経つと元の姿に戻る。

## 人間モトクロスセット
人間モトクロスセット（にんげんモトクロスセット）は、「人間モトクロス」（1996年6月7日放送、映像ソフト未収録）に登場する。
#人間アクセルとブレーキと、足に挟む一輪のタイヤ、それとヘルメットからなるセット。

## 願いごと引きかえ機
声 - 田口昂
願いごと引きかえ機（ねがいごとひきかえき）は、「願いごと引きかえ機」（1998年5月1日放送、映像ソフト未収録）に登場する。

## 猫の手くん
声 - 松本さち、佐藤ゆうこ、梅田貴公美
猫の手くん（ねこのてくん）は、「ミニドラと猫の手」（2002年10月18日放送、レンタル専用VHS『21世紀テレビ文庫 テレビ版ドラえもん』第34巻に収録）に登場する。
「猫の手も借りたい」ということわざのように、ネコの手のようなものが作業を手伝ってくれる道具。ただし重いものを運ぶとすぐに壊れて動かなくなる。作中ではこの道具をミニドラが出した。

## ネバネバ弾
ネバネバ弾（ネバネバだん）は、「ドラミ江戸を斬る」（2002年8月30日放送、映像ソフト未収録）に登場する。
ダンゴのような道具。これを投げつけられた者は、体がトリモチのようなもので覆われて動きが取れなくなる。作中ではこの道具をドラミが出した。

## ネバネバネット
ネバネバネットは、「ドラミ江戸を斬る」（2002年8月30日放送、映像ソフト未収録）に登場する。
風呂敷サイズのネバネバした網。これで包まれた者は、体がトリモチのようなもので覆われて身動きが取れなくなる。

## ネムレール
ネムレールは、「ねんころりん」（1993年4月23日放送、映像ソフト未収録）に登場する。
メトロノームを模した道具。この道具はゆっくりとした一定のリズムを鳴らす。このリズムにあわせて子守唄を歌うと、子守唄を歌っていた、あるいは子守唄を聴いていたころの自分を思い出し、睡眠を誘う。
この道具より強力な道具として「アンミンゼミ」、さらに強力なものとして「#ねんころりんセット」がある。

## ねんころりんセット
ねんころりんセットは、「ねんころりん」（1993年4月23日放送、映像ソフト未収録）に登場する。
赤ん坊が使うようなメリー、帽子、おしゃぶりのセット。メリーを天井につるすと、子守唄のオルゴールが流れると同時に高周波の電磁波が出るので、帽子をかぶってその電磁波を受ける。すると脳に睡眠を働きかけるという。おしゃぶりを口にはめると過去の記憶がよみがえる。作中ではこの3点に加えて、よだれかけを着用し、ガラガラを手に持ち、布団に横になって使用している。このセットを使用すると次第に眠くなる。
副作用として、使用後しばらくは哺乳瓶でミルクを飲みたくなる。
#ネムレール、アンミンゼミよりも強力な誘眠作用を持つ道具。

## 能力コピー手袋
能力コピー手袋（のうりょくコピーてぶくろ）は、「能力コピー手袋」（1995年1月20日放送、映像ソフト未収録）に登場する。
手袋型の道具。これを着けた手で握手すると、相手の持つ特に秀でた能力をコピーすることができる。

## のりものたてものの種
のりものたてものの種（のりものたてもののたね）は、「ポンプ地下室で街をつくろう」（1999年3月26日放送、DVD『ドラえもん コレクション・スペシャル 春の5』に収録）に登場する。
缶詰に入っている種を地面に蒔くと、あっという間に巨大なダイコンのように実になり、さらに本物そっくりの乗り物や建物へと姿を変える。さまざまな乗り物、建物の種が用意されている。
道具名の表記はDVD収録のコンテンツ「ひみつ道具ずかん」にて確認。